# Lars Heikensten
Lars Johan Heikensten, född 13 september 1950 i Bromma församling i Stockholms stad, är en svensk ekonom och ämbetsman. Han är bland annat ordförande i Finanspolitiska rådet. 

## Biografi
Lars Heikensten gick ut från Bromma gymnasium 1970 och var ett år under gymnasietiden utbyteselev i USA med AFS International Scholarships. Han blev civilekonom 1974 och ekonomie doktor 1984 på Handelshögskolan i Stockholm, där han också var verksam som lärare och forskare med inriktning bland annat på utvecklingsproblem samt tillväxt- och arbetsmarknadsfrågor.
År 1984 anställdes Heikensten som chefsekonom på Riksgäldskontoret. Från 1985 var han departementsråd och senare finansråd och chef för den ekonomiska avdelningen vid Finansdepartementet. Som departementsråd ansvarade han bland annat för regeringens långtidsutredningar. Runt 1990 blev han känd för en bredare allmänhet i samband med att han argumenterade för behovet av att reformera de offentliga utgiftssystemen. 1992–1995 var Heikensten chefsekonom för Handelsbanken och medlem av ledningsgruppen för Handelsbankens investmentbank Markets.
Hösten 1995 blev Heikensten vice riksbankschef med särskilt ansvar för penningpolitik. Han utsågs 2003 till riksbankschef efter Urban Bäckström. Under de 10 år – från 1995 till 2005 – som Heikensten arbetade i Riksbanken skedde stora förändringar. Inflationsmålspolitiken etablerades och räntorna sänktes radikalt, reporäntan sänktes från 8,91 till 1,5 procent och personalen reducerades från över 900 till cirka 400. Under denna tid blev Riksbanken också en av världens mest öppna centralbanker.
År 2006 avgick Heikensten för att bli svensk medlem av Europeiska revisionsrätten i Luxemburg. Han arbetade där inledningsvis med kommunikationsfrågor med syftet att skapa en öppnare revisionsrätt. Han var också involverad i arbetet med att modernisera och effektivisera verksamheten och argumenterade publikt för att antalet ledamöter (idag en för varje land) borde reduceras. Mot slutet av sin tid i revisionsrätten arbetade Heikensten med att revidera EU:s utrikes- och biståndspolitik.  
Heikensten utsågs 2010 till verkställande direktör i Nobelstiftelsen, en position han innehade till slutet av 2020. Under hans tid på stiftelsen förstärktes stiftelsens ekonomi till följd både av en god tillväxt i kapitalet och en stram utgiftspolitik. Relationen mellan kostnader och kapital var vid utgången av 2020 den bästa på i varje fall ett halvt sekel. Nobelstiftelsens utåtriktade verksamheter utvecklades snabbt under de aktuella tio åren och deras omsättning var mer än fördubblad i början av 2020, när Covid-pandemin bröt ut. Nobelstiftelsen arbetade parallellt med att skapa ett Nobel Center i Stockholm, "ett hem för Nobelpriset", med utställningar, skolverksamhet och breda program för allmänheten. Ursprungligen var tanken att bygga Nobel Center på Blasieholmen, men Stockholms stad ändrade 2018 uppfattning i frågan och avbröt projektet. Innan Heikensten lämnade Nobelstiftelsen togs ett nytt koncept till Nobel Center längs vattnet vid Slussen fram. Heikensten fick också under sin tid på Nobelstiftelsen hantera krisen i Svenska Akademien 2018–2019.
Heikensten har haft internationella uppdrag, såsom ledamot av EU:s monetära kommitté, Europeiska centralbankens (ECB) allmänna råd och av Bank for International Settlements (BIS) styrelse samt som ledamot för bland andra Sverige i Internationella valutafondens styrelse. Han har också suttit i ett flertal styrelser för bolag, universitetsinstitutioner, tankesmedjor och myndigheter samt varit ordförande för flera statliga kommittéer och utredningar. Heikensten har också skrivit flera böcker, ett stort antal artiklar i professionella sammanhang och deltagit aktivt i den svenska ekonomisk-politiska debatten. Han är bland annat ordförande i Finanspolitiska Rådet och i Trygg-Stiftelsen, en av Sveriges större pensionsförvaltare. Han är också styrelseledamot i Kommuninvest, kommunsektorns bank, i Stiftelsen Skansen och i Rädda Barnen. 
Heikensten är sedan 2001 ledamot av Kungliga Ingenjörsvetenskapsakademien, blev 2005 ekonomie hedersdoktor vid Handelshögskolan i Umeå och 2012 hedersdoktor vid Gustavus Adolphus College i USA. Samma år invaldes han som ledamot i Kungliga Vetenskapsakademien. Han tilldelades Konungens medalj i 12:e storleken 2006 och The Order of the Rising Sun, Gold and Silver Star 2022.

## Priser och utmärkelser
- Heikensten är sedan 2001 ledamot av Kungliga Ingenjörsvetenskapsakademien[7],
- Ekonomie hedersdoktor vid Handelshögskolan i Umeå 2005 och 2012
- Hedersdoktor vid Gustavus Adolphus College i USA 2012.
- Invaldes som ledamot av Kungliga Vetenskapsakademien 2012
- Han har tilldelats Konungens medalj i 12:e storleken.
- Han har tilldelats Uppgående solens orden (The Order of the Rising Sun, Gold and Silver Star) 2022.[8]